# Tangjiashanmeer
Het Tangjiashanmeer is een meer in de provincie Sichuan, China. Het ontstond tijdens een aardbeving die Sichuan in 2008 trof. Het meer bevindt zich in het bergachtige arrondissement Beichuan, en ligt vlak boven de stad Beichuan.

## Geschiedenis
Door de aardbeving van 12 mei 2008 gleed er in de buurt van Beichuan grond van een steile berghelling naar beneden. In het dal stroomt de rivier Jianghe, die door deze aardverschuiving werd geblokkeerd. De waterspiegel steeg snel. Dat werd mede veroorzaakt door hevige regenval. Op 24 mei 2008 stond het water 29 meter onder de natuurlijke dam. Het meer was toen 723 meter diep. Op 27 mei 2008 was het meer 727 meter diep.
De dam is 82 meter hoog en bestaat uit een instabiele massa sedimentair gesteente. Meer dan honderd miljoen kubieke meters water oefenen er druk op uit. Om het water snel af te kunnen voeren voor de dam doorbreekt of het meer overloopt, werd met het graven van een kanaal begonnen. De benodigde graafmachines werden per helikopter naar de slecht bereikbare locatie gebracht.
Meer dan honderdduizend mensen werden geëvacueerd in verband met overstromingsgevaar. De dam van Tangjiashan is een van de tientallen natuurlijke dammen die tijdens de aardbeving van 2008 zijn ontstaan en gevaar opleveren voor de plaatselijke bevolking in het rampgebied.